# Saint-Arnoult-des-Bois
Saint-Arnoult-des-Bois ist eine französische Gemeinde mit 895 Einwohnern (Stand: 1. Januar 2022) im Département Eure-et-Loir in der Region Centre-Val de Loire. Sie gehört zum Arrondissement Chartres und zum Kanton Illiers-Combray. Die Einwohner werden Saint-Arnolphiens genannt.

## Geographie
Saint-Arnoult-des-Bois liegt etwa 17 Kilometer westnordwestlich von Chartres. Umgeben wird Saint-Arnoult-des-Bois von den Nachbargemeinden Favières im Nordwesten und Norden, Thimert-Gâtelles im Norden und Nordosten, Mittainvilliers-Vérigny im Osten, Fontaine-la-Guyon im Osten und Südosten, Courville-sur-Eure im Süden sowie Billancelles im Westen.

## Bevölkerungsentwicklung
| Jahr                       | 1962 | 1968 | 1975 | 1982 | 1990 | 1999 | 2006 | 2020 |
| Einwohner                  | 396  | 360  | 355  | 480  | 646  | 667  | 815  | 886  |
| Quellen: Cassini und INSEE |      |      |      |      |      |      |      |      |

## Sehenswürdigkeiten

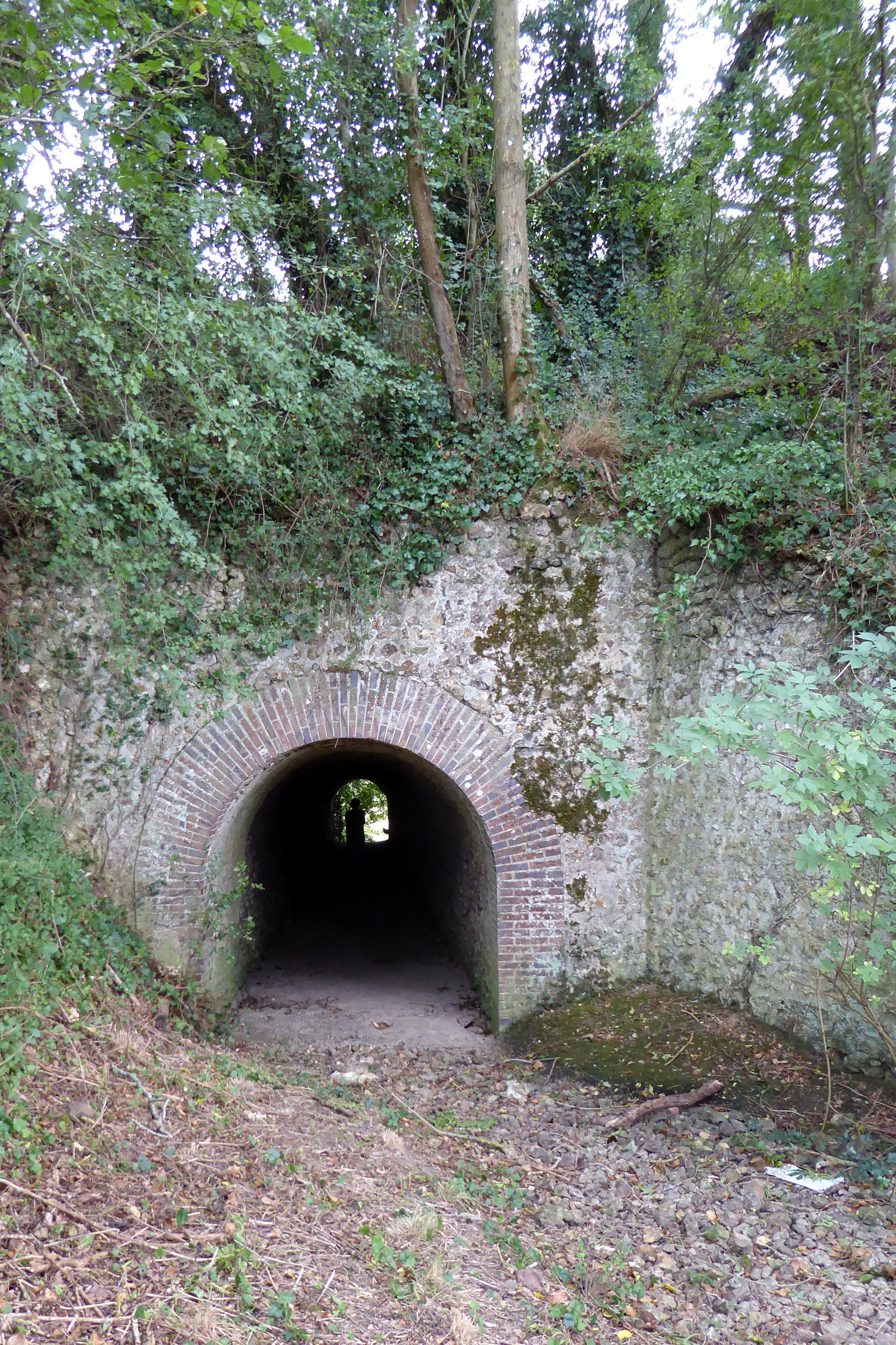
Reste des nicht realisierten Eure-Kanals

- Kirche Saint-Arnoult
- früherer Eure-Kanal